# Loxokalypodidae
Loxokalypodidae é uma família de animais aquáticos do filo Entoprocta.

## Gênero
- Loxokalypus Emschermann, 1972